# Den Ham (Westerwolde)
Pour les articles homonymes, voir Den Ham.
Den Ham est un hameau qui fait partie de la commune de Westerwolde dans la province néerlandaise de Groningue.